# Èlia Susanna i López
Èlia Susanna i López (Igualada, 1975) és una investigadora en estudis per la pau i conflictes armats (Universitat de Lleida - Universitat de Vic).
Ha publicat diversos articles sobre la violència i democràcia en societats de postguerra, especialitzant-se en l'Afganistan i Algèria. En l'àmbit acadèmic, els seus articles relacionen les conseqüències dels conflictes armats i la violència en les societats que els han patit relacionat amb els efectes transformadors indissociables amb els processos i valors democratitzadors posteriors d'aquestes societats. Revista d'Etnologia "Violència, conflicte i cultura", número del qual és editora, incloent l'article "Cultura de la violència. Natura de la por i del terror que perveteis la societat afganesa".
Es professora de Mètodes d'Investigació qualitatius, Pau, Conflictes Armats i resolució de ocnflictes noviolents. En l'àmbit de la divulgació ha realitzat conferències especialitzades sobre el conflicte armat de l'Afganistan, on va viure quatre anys. I actualment treballa en projectes europeus per analitzar els processos i valors democratitzadors en països com el Líban o Algèria, i investiga amb l'exili afganès europeu posterior al 2021 amb l'entrada del règim talibà a Kabul. Conferència (Octubre 2021 - Universitat d'Andorra): Hi ha hagut mai democràcia a l'Afganistan? Implicacions de la crisi actual.
L'Èlia Susanna parla vuit llengües, entre les quals s'inclouen el japonès i el persa de l'Afganistan (Dari).